# Dirk Brouwer (burgemeester)
Dirk Brouwer (Molenaarsgraaf, 2 december 1891 – 24 maart 1973) was een Nederlands politicus van de ARP. 
Hij werd geboren als zoon van Arie Brouwer (1865-1936) en Willemijntje Bons (1860-1940). Zijn vader was predikant maar zelf had hij een ambtelijke loopbaan. Hij was aanvankelijk volontair bij de gemeente Vleuten en vanaf 1910 werkte hij bij de gemeentesecretarieën van achtereenvolgens Zwartsluis, Woubrugge, Aalsmeer en Haarlemmermeer. Brouwer werd in 1928 burgemeester van Den Bommel en vijf jaar later volgde zijn benoeming tot burgemeester van de gemeenten Brandwijk, Molenaarsgraaf en Wijngaarden. Hij ging in 1957 met pensioen en overleed in 1973 op 81-jarige leeftijd.